# Piermont (Nova York)
Piermont és una població dels Estats Units a l'estat de Nova York. Segons el cens del 2000 tenia 2.607 habitants.

## Demografia
Segons el cens del 2000, Piermont tenia 2.607 habitants, 1.189 habitatges, i 672 famílies. La densitat de població era de 1.502,3 habitants per km².
Dels 1.189 habitatges en un 25% hi vivien nens de menys de 18 anys, en un 43,7% hi vivien parelles casades, en un 9,4% dones solteres, i en un 43,4% no eren unitats familiars. En el 35,5% dels habitatges hi vivien persones soles el 6,4% de les quals corresponia a persones de 65 anys o més que vivien soles. El nombre mitjà de persones vivint en cada habitatge era de 2,19 i el nombre mitjà de persones que vivien en cada família era de 2,87.
Per edats la població es repartia de la següent manera: un 19,2% tenia menys de 18 anys, un 6,4% entre 18 i 24, un 32,7% entre 25 i 44, un 30,5% de 45 a 60 i un 11,2% 65 anys o més.
L'edat mediana era de 40 anys. Per cada 100 dones de 18 o més anys hi havia 98,3 homes.
La renda mediana per habitatge era de 61.591 $ i la renda mediana per família de 89.846 $. Els homes tenien una renda mediana de 50.659 $ mentre que les dones 43.176 $. La renda per capita de la població era de 43.731 $. Entorn del 3% de les famílies i el 9% de la població estaven per davall del llindar de pobresa.